# Antoni Garcias Garau
Antoni Garcias Garau (segle xx, Llucmajor, Mallorca) fou un militar i polític mallorquí de la Falange Española i batle de Llucmajor entre l'octubre del 1936 i el març de 1937, durant la Guerra Civil.
Antoni Garcias, nascut a Llucmajor a principis del segle xx, fou un dels primers militants de la secció local de la Falange Española a Llucmajor. El 14 d'abril de 1936 fou detingut a Llucmajor, juntament amb altres falangistes, a causa dels enfrontaments amb simpatitzants i afiliats del Front Popular.
El 22 d'agost, essent alferes d'artilleria, fou ferit lleument quan anà a enfrontar-se amb les tropes republicanes que havien desembarcat a Manacor. El 29 d'octubre de 1936, el governador civil Mateu Torres nomenà batle de Llucmajor a Antoni Garcias, però dimití el març de 1937 en reincorporar-se a l'exèrcit i partir cap a la península. El setembre de 1938 havia sigut habilitat a tinent. A principis de 1939 li donaren l'alta mèdica a l'hospital de Palma i destinat a la 82a Divisió, i després a la 60a Divisió. El 1949 havia mort i era comandant d'artilleria.